# Япок
Япок (Chironectes minimus) e вид опосум от семейство Didelphidae, единствен представител на род Chironectes. Вероятно видът е наречен така на името на река Ояпок във Френска Гвиана.

## Разпространение
Видът е широко разпространен от Южно Мексико до северните части на Аржентина и Уругвай. Обитава влажни райони в близосст до реки и езера. Денем се крие в дупки в близост до бреговете. Активен е нощем.

## Описание
Видът е единствения известен торбест воден бозайник. Той е и единственият торбест при който представителите на двата пола притежават марсупиум (При тасманийския вълк този белег също е бил характерен, но видът днес е изчезнал). Видът е сравнително малък с размери на тялото 27 - 32,5 cm и опашка дълга 36 - 40 cm. Козината има мраморен вид от съчетанието на сив и черен цвят. Муцуната, областта около очите и челото са черни. Надочницата и около ушите са белязани от светла ивица подобно на вежда. Ушите са закръглени и голи. Опашката е гола черна в основата и бяла или жълта към своя край. Задните лапи са с ципи между пръстите, докато при предните липсват. По този начин с предните крайници малките бозайници хващат плячката, а със задните и опашката плуват.

## Хранене
Видът е хищен. Хранят се с риба, земноводни и ракообразни.

## Размножаване
Чифтосването е през декември. Две седмици по-късно раждат 1 до 5 малки, които остават в марсупиума около 48 дни. Въпреки че напускат торбата малките остават с майката още известно време. Плуването създава опасност от навлизане на вода в торбата. За да се запазят малките от температурната разлика и навлизането на вода, марсупиума се отваря назад, а в края има добре развит мускул, който плътно прилепва края му към кожата на тялото.

## Подвидове
- Chironectes minimus argyrodytes
- Chironectes minimus langsdorffi
- Chironectes minimus minimus
- Chironectes minimus panamensis